# جونيا هيغاشي
جونيا هيغاشي (باليابانية: 東 隼也) (13 نوفمبر 1997 في أماغاساكي في اليابان – )؛ هو لاعب كرة قدم ياباني سابق كان يلعب كمدافع.

## وصلات خارجية
- جونيا هيغاشي على موقع رابطة كرة القدم اليابانية للمحترفين (اليابانية)
- جونيا هيغاشي على موقع قاعدة بيانات كرة القدم.إي يو (الإنجليزية)
- جونيا هيغاشي على موقع Soccerway.com (الإنجليزية)
- جونيا هيغاشي على موقع عالم كرة القدم.نت (الإنجليزية)
- جونيا هيغاشي على موقع كووورة